# 東京ガスケミカル
東京ガスケミカル株式会社（とうきょうガスケミカル、英: Tokyo Gas Chemicals Co., Ltd.）は東京ガスグループに属し、各種産業用ガスや化成品の製造・販売を行う企業。
都市ガスを石炭から製造していた当時はコールタールやベンゼンなどが主力であったが、都市ガスの供給システムが天然ガス（メタン）に切り替わった現在ではLNG冷熱を利用した各種液化ガスの供給が増えている。

## 沿革
- 1948年（昭和23年）12月 - 東京ガスの都市ガス製造時の副製品であるタールの販売会社として、関東タール製品株式会社設立。
- 1973年（昭和48年）10月 - 関東タール製品の産業用ガス販売部門を継承し、東京冷熱産業株式会社設立。
- 1976年（昭和51年）12月 - 東京酸素窒素株式会社を設立。
- 1982年（昭和57年）4月 - 東京炭酸株式会社を設立。
- 1993年（平成5年）12月 - 東京冷熱産業と関東タール製品の営業部門を統合し、東京ガスケミカル株式会社が発足。
- 1998年（平成10年）4月 - 東京レアガス株式会社を設立。
- 2004年（平成16年）7月 - 東京ガスケミカルと昭和電工の合弁事業として、産業用ガスの販売を行うTG昭和株式会社設立。
- 2009年（平成21年）4月 - TG昭和を東京ガスケミカルの100%子会社とし、東京ガスケミカル販売株式会社に社名変更。
- 2013年（平成25年）4月 - 東京ガスケミカル販売を統合。
- 2016年（平成28年）4月 - 東京ガスリキッドホールディングス株式会社が主要株主となる。

## 主な製品
- 液化酸素、液化窒素、液化アルゴン - 大陽日酸との合弁会社である東京酸素窒素株式会社により、隣接する東京ガス袖ケ浦LNG基地で液化天然ガスを気化する際に生じる冷熱を利用し、空気を圧縮・分離して製造。
- 液化炭酸ガス、ドライアイス - 東京炭酸株式会社により、隣接する東京ガス根岸LNG基地における再ガス化工程で生じる冷熱と、近隣のENEOS根岸製油所で生じる炭酸ガスを利用して製造。
- ヘリウムガス、液化ヘリウム - 東京ガスケミカル販売により輸入販売
- コールタール、クレオソート
- ベンゼン、トルエン、キシレン
- 脱硝薬品
- エンジニアリング - LNGサテライト基地、窒素ガス供給設備の建設・保守

## 事業所・関連会社
- 本社 - 〒105-0011 東京都港区芝公園2-4-1
- 横浜製造センター - 〒235-0017 神奈川県横浜市磯子区新磯子町30-7
- 東京酸素窒素株式会社 - 〒299-0267 千葉県袖ケ浦市中袖1-1
- 東京炭酸株式会社 - 〒235-0017 神奈川県横浜市磯子区新磯子町30-3
- 東京レアガス株式会社 - （東京ガスケミカル本社と同所）